# Callionymus reticulatus
Callionymus reticulatus é uma espécie de peixe pertencente à família Callionymidae.
A autoridade científica da espécie é Valenciennes, tendo sido descrita no ano de 1837.

## Portugal
Encontra-se presente em Portugal, onde é uma espécie nativa.
Os seus nomes comuns são peixe-pau-listado.

## Descrição
Trata-se de uma espécie de água salobra e marinha. Atinge os 11 cm de comprimento total nos indivíduos do sexo masculino, 6,5 nos indivíduos do sexo feminino.